# Tojad wschodniokarpacki Kotuli
Tojad wschodniokarpacki Kotuli (Aconitum lasiocarpum (Rchb.) Gáyer subsp. kotulae (Pawl.) Starm. & Mitka) – podgatunek tojadu wschodniokarpackiego, rośliny z rodziny jaskrowatych. 

## Rozmieszczenie geograficzne
Subendemit karpacki. Występuje głównie w Karpatach Zachodnich i na Podolu. W Polsce występuje w Tatrach, na Pogórzu Spisko-Gubałowskim, w Bieszczadach Zachodnich, w Kotlinie Jasielsko-Krośnieńskiej, w Górach Sanocko-Turczańskich i w Beskidzie Niskim. W Tatrach podano jego stanowiska w Capowskim Lesie koło Toporowej Cyrhli, w Dolinie Małej Łąki, Dolinie Olczyskiej, Dolinie Kościeliskiej, Dolinie Strążyskiej, na Pogórzu Spisko-Gubałowskim w dolinie Kirowej Wody przed Roztokami oraz w miejscowości Czarny Dunajec. W Bieszczadach Zachodnich znany jest z większej liczby stanowisk.

## Morfologia
KorzeńBulwiasty.
Liście3-5-dzielne.
KwiatyPodkwiatki umieszczone w górnej połowie szypułki. Szypułki nagie lub z domieszką włosków niegruczołowatych. Hełm niebieski, gruczołowato owłosiony. Słupki gruczołowato owłosione.
OwoceMieszki. Nasiona z poprzecznymi fałdami, oskrzydlone na krawędzi.
Podgatunek subsp. kotulae różni się od podgatunku typowego owłosieniem szypułek kwiatowych: są one nagie lub z domieszką włosków niegruczołowych (tojad wschodniokarpacki typowy ma szypułki gruczołowato owłosione).

## Biologia i ekologia
Bylina, hemikryptofit. Kwitnie od lipca do września. Rośnie w ziołoroślach, źródliskach, zaroślach, na młakach, kamieńcach i w łęgach. Liczba chromosomów 2n=16. 	

## Ochrona
Roślina podlega w Polsce ochronie ścisłej.